# Susanna Tamaro

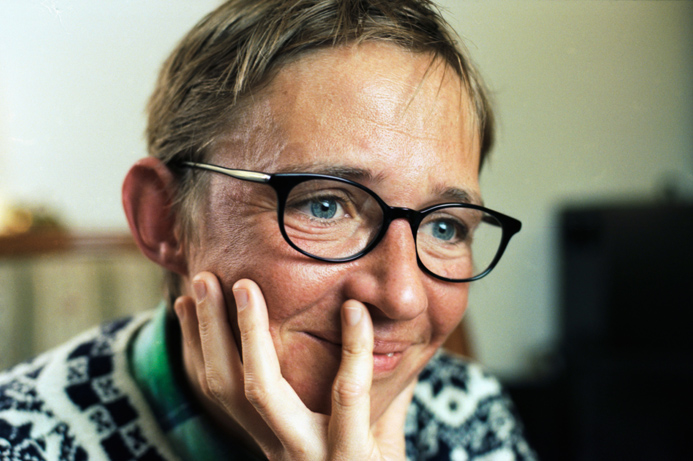
Susanna Tamaro

Susanna Tamaro (Triëst, 12 december 1957) is een Italiaanse schrijfster, die met haar De stem van je hart  grote bekendheid verwierf. Tamaro is een achternicht van Italo Svevo.
In 1976 trok Susanna Tamaro naar Rome, waar zij nog steeds werkzaam is. Van beroep is zij regisseuse en draaide in die hoedanigheid voor de Italiaanse televisie meerdere documentaires. In 1990 werd ze door Federico Fellini ontdekt, nadat hij haar werk gelezen had  (Per voce sola).

## Werk
Nederlandse titel vermeld indien vertaald, anders Italiaanse titel
- Het hoofd in de wolken (1994) (It:La testa tra le nuovele, 1986)
- De stem van je hart (1995) (It: Va' dove ti porta il cuore, 1994)
- Anima mundi, (1997) (It: Anima Mundi, 1997)
- Lieve Mathilde. Ik kan niet wachten tot de mens weer opstaat. (1999) (It: Cara Mathilda)
- Antwoord mij (2001) (It: Rispondimi)
- Fuori (2003)
- Verso Casa (2003)
- Love en andere verhalen (1992) (It: Per voce sola)
- Louisito (2008) (It: Luisito)

## Kinderboeken
- Cuore di Ciccia (1993)
- De magische cirkel (1996)  (It: Il cerchio magico)
- Tobia e l'Angelo (2000)
- Papirofobia